# Calamus pycnocarpus
Calamus pycnocarpus là loài thực vật có hoa thuộc họ Arecaceae. Loài này được (Furtado) J.Dransf. mô tả khoa học đầu tiên năm 1977.